# Alice Drummond
Alice Drummond   (Providence, 21 de maig de 1928 - Bronx, 30 de novembre de 2016) fou una actriu estatunidenca de teatre i televisió famosa pels seus papers a Els caçafantasmes, Despertar, Ace Ventura: Pet Detective i Estirp indomable.

## Biografia
La seua carrera va començar molts anys abans que cridés l'atenció dels directors de càsting. De fet, va madurar als escenaris de Broadway durant la dècada del 1960 i cap a les dècades del 1970 i 1980 va arribar a ser-ne una figura rellevant fins al punt d'obtindre una nominació a un premi Tony per la seua interpretació a The Chinese and Dr. Fish de Murray Schisgal.
El següent pas va ésser la televisió, on va participar com la infermera Jackson a la sèrie Dark Shadows, una estimable aproximació de la pantalla petita al tema dels vampirs, amb una trama que fa uns anys va tornar a recuperar Tim Burton en una pel·lícula que en català es va estrenar com Ombres tenebroses.
Drummond va començar al cinema el 1970 amb la comèdia de Rob Reiner Where's Poppa? Després no va tornar a aparèixer a la pantalla fins que li van oferir un paper petit al costat de Burt Reynolds i Dolly Parton a The Best Little Whorehouse in Texas (1982). L'any següent va ésser quan Ivan Reitman la va contractar perquè protagonitzés l'escena inicial de Els caçafantasmes: una bibliotecària que comença a experimentar fenòmens estranys a càrrec d'un fantasma malèfic. Un ensurt inicial que va deixar empremta, ja que la pel·lícula va esdevindre un dels grans èxits de l'any i va donar un bon impuls a la carrera de tots els seus intèrprets, començant per Bill Murray. També la carrera de Drummond va agafar embranzida.
Entre sèries i pel·lícules, va aparèixer en més de seixanta títols, per bé que sempre fent papers secundaris. El més reconegut, a més de la mare bipolar d'Ace Ventura: Pet Detective, va ésser el de Lucy, un dels pacients catatònics, a Despertar (1990), la pel·lícula que recollia les experiències reals del doctor Sacks i que va ser una de les grans favorites als Oscar d'aquell any (Robert De Niro i Robin Williams n'encapçalaven el repartiment).
Més recentment, Drummond es va posar l'hàbit per interpretar una de les monges de El dubte (2008), amb Meryl Streep i Philip Seymour Hoffman. El seu petit paper de la germana Verònica, que dona pistes de l'estrany comportament del capellà de l'escola, no desmereixia gens aquell planter, ja que tots els actors principals (Seymour, Streep, Amy Adams i Viola Davis) van ésser nominats als Oscar.
La penúltima aparició de Drummond va ésser el 2010 en una comèdia que protagonitzà Brendan Fraser, Furry Vengeance. Després es va retirar a la casa que tenia a Nova York, no gaire lluny del seu estimat Broadway. Al final, el seu aspecte fràgil va esdevindre realitat: va caure i va morir el 30 de novembre del 2016 als 88 anys.

## Llegat
La seua carrera cinematogràfica va començar a destacar als 55 anys i el paper que va marcar-ne la diferència va ésser el de la bibliotecària terroritzada de la versió del 1984 de Els caçafantasmes. Tenia poques escenes, però la que obria la pel·lícula és de les més recordades. Des d'aleshores va anar enllaçant papers petits però memorables en films com Ace Ventura: Pet Detective, Despertar o El dubte.
Drummond tenia un físic d'aparença fràgil i malaltissa, que va marcar molt els papers a què optava, per bé que amb la seua interpretació també va saber dotar alguns personatges d'una força inesperada que engrandia la pel·lícula. Cal recordar la rèplica que li va etzibar a Jim Carrey al film Ace Ventura: Pet Detective (1994) i que provoca un dels moments més hilarants del film:
| « | (...) "Dan Marino s'hauria de morir de gonorrea i podrir-se a l'infern. Et ve de gust una galeta, fill?" | » |